# Said Fattah
Said Fettah est un ancien footballeur international marocain né le 15 janvier 1986 à Casablanca. Il joue au poste de milieu de terrain à Widad Témara.

## Biographie

### Club

#### Raja de Casablanca
Issu du quartier Sania à l'ancienne médina, Fettah fait ses débuts avec l'équipe de son quartier entraînée à l'époque par un certain Khalid Amrani dit Kibbo.

##### Débuts avec le Raja
À l'âge de 10 ans, lors d'un match contre les minimes du Raja de Casablanca remporté par l'équipe de Kibbo, l'entraîneur des minimes du Raja sélectionne 5 joueurs et leur demande de rejoindre l'école de football de Raja. Fettah joue son premier match avec l'équipe A du Raja en 2004 et entre dans les plans de l’entraîneur.Il est alors titulaire à tous les matchs et remporte avec le Raja de Casablanca le Championnat du Maroc de football en 2009. Il décide de quitter le club rajaoui en fin décembre 2010 pour rejoindre le Wydad de Casablanca.

#### Wydad de Casablanca
En janvier 2011, Fettah rejoint le Wydad de Casablanca.Il participe à deux Ligue des Champions de la CAF et arrive en finale en 2011 en perdant contre l'Espérance de Tunis.

### Sélection National

#### Débuts avec le Maroc
Il rejoint l'équipe du Maroc de football en 2011 pour jouer deux matchs de qualifications de la CAN 2012.Il qualifie le Maroc mais ne participe pas aux phases final ce qui fut une déception pour lui et son coéquipier Mohamed Berrabeh.
| Caps | Date       | Match              | Lieu      | Score | Compétition    |
| 1    | 09/10/2011 | Maroc - Tanzanie   | Marrakech | 3 - 1 | Elim. CAN 2012 |
| 2    | 09/09/2012 | Mozambique - Maroc | Maputo    | 2 - 0 | Elim. CAN 2013 |
| ---- | ---------- | ------------------ | --------- | ----- | -------------- |

## Carrière
- 2005-2011 :  Raja de Casablanca
- 2011-2014 :  Wydad de Casablanca
- 2014-2015 :  Raja de Casablanca
- 2015 : →  Al Ittihad Kalba SC[1]
- 2016 : Far de Rabat

## Palmarès
Raja de Casablanca
- Ligue des champions arabes de football
  - Vainqueur en 2006
- Championnat du Maroc
  - Champion en 2009

Wydad Athletic Club
- Ligue des champions de la CAF
  - Finaliste en 2011

### Distinctions personnelles
- Élu Meilleur milieu de terrain du championnat marocain en 2009